# Plectranthus thyrsiflorus
Plectranthus thyrsiflorus là một loài thực vật có hoa trong họ Hoa môi. Loài này được (Lebrun & Touss.) ined. miêu tả khoa học đầu tiên.